# Poids total volant
Pour les articles homonymes, voir Poids (homonymie).
Le poids total volant (PTV) est la somme des poids du parapente, de la sellette, du pilote et du reste de son matériel embarqué.
Les fabricants indiquent, dans les données techniques d'un parapente, dans quelle fourchette de PTV il est homologué. Le PTV influence en effet le comportement en vol du parapente, sa vitesse de vol, sa maniabilité et ses réactions aux incidents de vol telles que la fermeture ou le décrochage.  